# Emili Vilanova
Emili Vilanova y March (Barcelona, 15 de octubre de 1840 - Barcelona, 15 de agosto de 1905) fue un escritor español en lengua catalana.

## Biografía
Era hijo de un adornista y envelador, negocio con el que continuó durante toda su vida. Realizó únicamente estudios primarios, aunque fue un gran lector, con especial predilección por la literatura francesa. Asistía a menudo a tertulias literarias, como la del Café Nou de la Rambla, por lo que se adentró en los ambientes literarios, especialmente los contrarios al historicismo de la Renaixença. En 1868 inició colaboraciones literarias en diversos semanarios satíricos como La Pubilla, La Barretina, Lo Mestre Titas y Lo Somatent, a menudo con el seudónimo J.O.M.

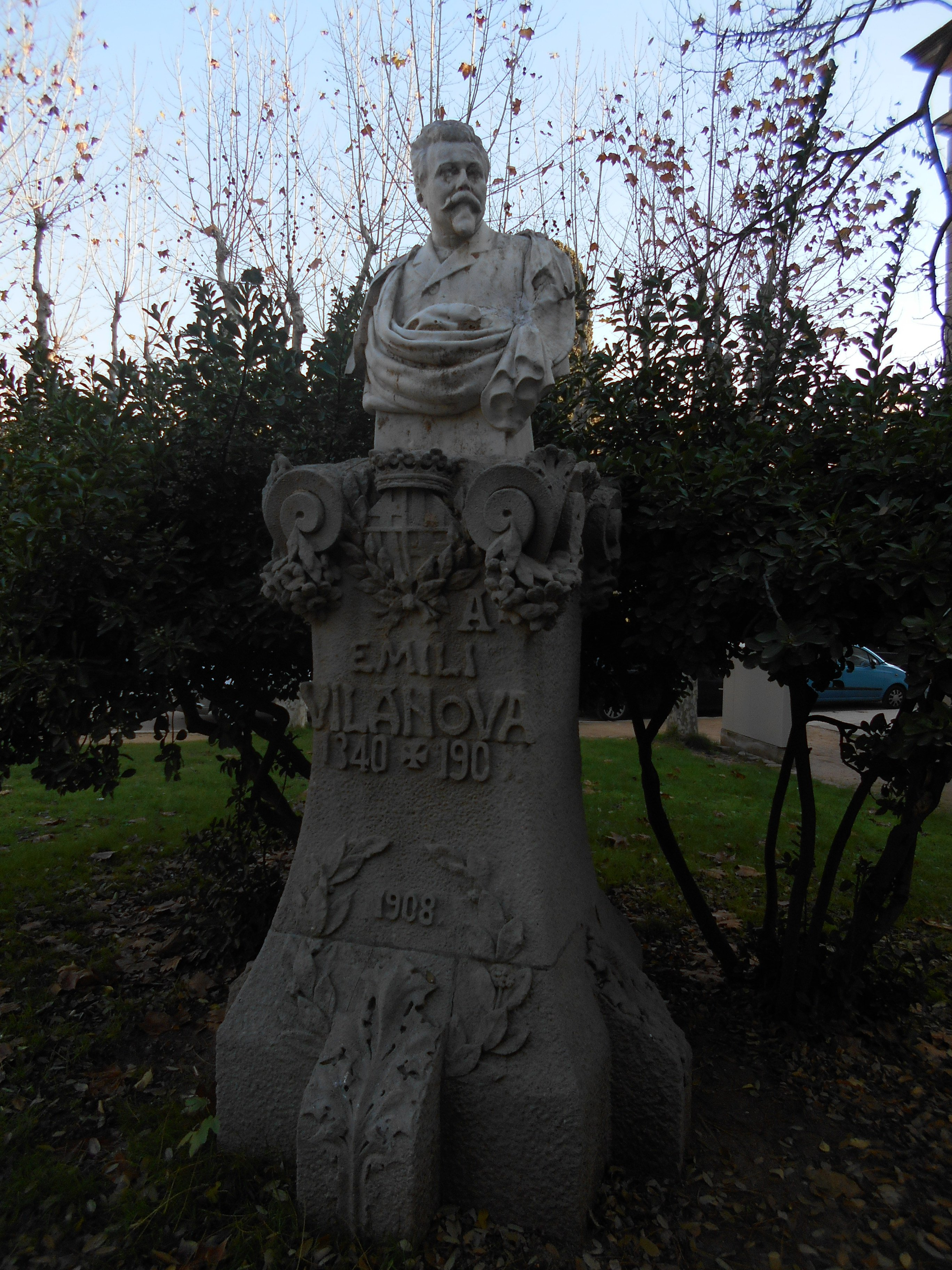
Busto de Emili Vilanova en el parque de la Ciudadela, Barcelona

Cultivó un costumbrismo satírico y humorístico que traslucía su republicanismo político. En 1869 dejó de escribir, probablemente por su desengaño con la política. En 1875 volvió a su actividad literaria, aunque con una posición más moderada. Desde 1876 colaboró en La Renaixensa y La Ilustració Catalana, y participó en varios Juegos Florales.  Desde entonces recopiló sus obras en los volúmenes Delmeu tros (1879), Cuadros populars (1881), Entre familia (1885), Escenas barceloninas (1886), Monólegs y cuadros (1887), Pobrets y alegrets (1887), Gent de casa (1889) y Plorant y rient (1891).
En sus obras describe la realidad cotidiana de la Barcelona de su tiempo —especialmente del barrio de la Ribera—, centrándose por lo general en la clase social menestral. En sus narraciones trasluce un cierto escepticismo, con un tono satírico y humorístico no exento de sentimentalismo. Su técnica es la propia del costumbrismo, cercana al lenguaje teatral: abundancia de diálogos y monólogos, concisión en los detalles, lenguaje coloquial y popular.
Tras el éxito de la versión escénica de su cuento Las bodas d'en Cirilo (1892) cultivó el sainete costumbrista, con obras como Qui... compra maduixas! (1892) y Colometa, la gitana (1896). En 1906 se publicaron sus Obres completes (1906).
Tiene dedicado un monumento en el parque de la Ciudadela, obra del arquitecto Bonaventura Bassegoda i Amigó y el escultor Pere Carbonell de 1908.